# Liste der Kulturgüter in Winterthur/Kreis 1
Die Liste der Kulturgüter in Winterthur/Kreis 1 enthält alle Objekte im Kreis 1 (Stadt) in Winterthur, die gemäss der Haager Konvention zum Schutz von Kulturgut bei bewaffneten Konflikten, dem Bundesgesetz vom 20. Juni 2014 über den Schutz der Kulturgüter bei bewaffneten Konflikten sowie der Verordnung vom 29. Oktober 2014 über den Schutz der Kulturgüter bei bewaffneten Konflikten unter Schutz stehen. Kommunale Denkmalschutzobjekte der Stadt Winterthur werden in dieser Liste nicht aufgeführt.
Objekte der Schutzobjekte der Kategorien A und B sind vollständig in der Liste enthalten, Objekte der Kategorie C fehlen zurzeit (Stand: 1. Januar 2023). Unter übrige Baudenkmäler sind weitere geschützte Objekte zu finden, die im Verzeichnis der Objekte von überkommunaler Bedeutung der kantonalen Denkmalpflege sowie im kommunalen Inventar von Winterthur zu finden sind und nicht bereits in der Liste der Kulturgüter enthalten sind.

## Kulturgüter
| Foto | | Objekt | Kat. | Typ | Standort                                                                                      | Beschreibung                                                 |
| ---- | --- | --- | ---- | --- | --------------------------------------------------------------------------------------------- | ------------------------------------------------------------ |
| BW   | Datei hochladen · Wikidata zu Sammlung Vaporama (2011 von Thun nach Winterthur verschoben) (Q27489860)        | Sammlung Vaporama (Halle 181 Sulzer-Areal) KGS-Nr.: 01276                                                           | A    | S   | Lagerplatz 27 696368 / 261113                                                                 |                                                              |
| ja   | Datei hochladen · Wikidata zu Bahnhof Winterthur (Q677527)                                                    | Hauptbahnhof Winterthur KGS-Nr.: 07760                                                                              | A    | G   | Bahnhofplatz 5, 7, 9 696831 / 261820                                                          |                                                              |
| ja   | Datei hochladen · Wikidata zu Kunstmuseum mit Brunnen (Q650299)                                               | Kunstmuseum Winterthur mit Brunnen KGS-Nr.: 07761                                                                   | A    | G   | Museumstrasse 52 697298 / 262033                                                              |                                                              |
| ja   | Datei hochladen · Wikidata zu Stadtkirche Winterthur (Q2327489)                                               | Reformierte Stadtkirche KGS-Nr.: 07764                                                                              | A    | G   | Kirchplatz 1.1 697201 / 261712                                                                |                                                              |
| ja   | Datei hochladen · Wikidata zu Rathaus (Q2132496)                                                              | Rathaus KGS-Nr.: 07765                                                                                              | A    | G   | Marktgasse 20 / Stadthausstrasse 57 697295 / 261815                                           |                                                              |
| ja   | Datei hochladen · Wikidata zu Stadthaus Winterthur (Q2327288)                                                 | Stadthaus mit Gartenanlage und Brunnen KGS-Nr.: 07768                                                               | A    | G   | Stadthausstrasse 4a 697403 / 261927                                                           |                                                              |
| ja   | Datei hochladen · Wikidata zu Museum Oskar Reinhart (ehemaliges Knabenschulhaus) (Q29574303)                  | Museum Oskar Reinhart (ehemaliges Knabenschulhaus) KGS-Nr.: 07769                                                   | A    | G   | Stadthausstrasse 6 697223 / 261880                                                            |                                                              |
| ja   | Datei hochladen · Wikidata zu Villa Am Römerholz (ehemalige Villa Henri Sulzer-Ziegler) (Q29574310)           | Villa Am Römerholz (ehemalige Villa Henri Sulzer-Ziegler) mit Gartenanlage sowie Frei- und Hallenbad KGS-Nr.: 07770 | A    | G   | Haldenstrasse 95 / Schickstrasse 10.1 697415 / 263079                                         |                                                              |
| ja   | Datei hochladen · Wikidata zu Villa Bühler-Egg (Q16774334)                                                    | Villa Bühler-Egg KGS-Nr.: 07771                                                                                     | A    | G   | Lindstrasse 8 697371 / 262167                                                                 |                                                              |
| ja   | Datei hochladen · Wikidata zu Waaghaus (Q8989341)                                                             | Ehemaliges Waaghaus KGS-Nr.: 07772                                                                                  | A    | G   | Marktgasse 25 697230 / 261779                                                                 |                                                              |
| ja   | Datei hochladen · Wikidata zu Altes Bezirksgebäude (Q107907165)                                               | Altes Bezirksgebäude und Gartenanlage KGS-Nr.: 07781                                                                | A    | G   | Lindstrasse 10 697331 / 262271                                                                |                                                              |
| ja   | Datei hochladen · Wikidata zu Haus zum Warteck (Q8988762)                                                     | Haus zum Warteck KGS-Nr.: 07793                                                                                     | A    | G   | Stadthausstrasse 39 697399 / 261868                                                           |                                                              |
| ja   | Datei hochladen · Wikidata zu Lokomotivfabrik mit Arbeitersiedlung (Q29574289)                                | Lokomotivfabrik mit Arbeitersiedlung KGS-Nr.: 07813                                                                 | A    | G   | Zürcherstrasse 37–41 / Jägerstrasse 25–91 696126 / 261375                                     |                                                              |
| ja   | Datei hochladen · Wikidata zu Römerpark (Q1554373)                                                            | Tennisanlage Geiselweid KGS-Nr.: 07819                                                                              | A    | G   | Pflanzschulstrasse 36 698086 / 261709                                                         |                                                              |
| ja   | Datei hochladen · Wikidata zu Uhrensammlung Kellenberger (Q2474194)                                           | Uhrensammlung Kellenberger KGS-Nr.: 08458                                                                           | A    | S   | Kirchplatz 14 697259 / 261741                                                                 |                                                              |
| ja   | Datei hochladen · Wikidata zu Sammlung Oskar Reinhart «Am Römerholz» (Q682406)                                | Sammlung Oskar Reinhart «Am Römerholz» KGS-Nr.: 08471                                                               | A    | S   | Haldenstrasse 95 697408 / 263084                                                              |                                                              |
| ja   | Datei hochladen · Wikidata zu Kunst Museum Winterthur \| Reinhart am Stadtgarten (Q689829)                    | Museum Oskar Reinhart «Am Stadtgarten» KGS-Nr.: 08472                                                               | A    | S   | Stadthausstrasse 6 697232 / 261882                                                            |                                                              |
| BW   | Datei hochladen · Wikidata zu Münzkabinett und Antikensammlung der Stadt Winterthur (Q1773583)                | Münzkabinett und Antikensammlung mit Archiv und Bibliothek KGS-Nr.: 08473                                           | A    | S   | Lindstrasse 8 697371 / 262173                                                                 |                                                              |
| ja   | Datei hochladen · Wikidata zu Kunstmuseum Winterthur \| Beim Stadthaus (Q14565992)                            | Sammlung des Kunstmuseums Winterthur KGS-Nr.: 08474                                                                 | A    | S   | Museumstrasse 52 697298 / 262023                                                              |                                                              |
| BW   | Datei hochladen · Wikidata zu Naturmuseum Winterthur (Q1970407)                                               | Naturmuseum Winterthur KGS-Nr.: 08535                                                                               | A    | S   | Museumstrasse 52 697297 / 262017                                                              |                                                              |
| ja   | Datei hochladen · Wikidata zu Historisches Firmenarchiv der Sulzer AG (Q27489889)                             | Historisches Firmenarchiv der Sulzer AG KGS-Nr.: 08810                                                              | A    | S   | Zürcherstrasse 12 696494 / 261686                                                             |                                                              |
| BW   | Datei hochladen · Wikidata zu Stadtarchiv Winterthur (Q27489887)                                              | Stadtarchiv Winterthur KGS-Nr.: 09172                                                                               | A    | S   | Stadthausstrasse 4a 697403 / 261934                                                           |                                                              |
| ja   | Datei hochladen · Wikidata zu Winterthurer Bibliotheken (Q2585160)                                            | Winterthurer Bibliotheken KGS-Nr.: 09318                                                                            | A    | S   | Obere Kirchgasse 6 697255 / 261682                                                            |                                                              |
| ja   | Datei hochladen · Wikidata zu Altstadt (Q445554)                                                              | Winterthur, mittelalterlich-neuzeitliche Stadt KGS-Nr.: 09721                                                       | A    | F   | 697225 / 261687                                                                               |                                                              |
| ja   | Datei hochladen · Wikidata zu Unternehmensarchiv AXA Winterthur (Q27489858)                                   | AXA Versicherungen, Unternehmensarchiv KGS-Nr.: 11757                                                               | A    | G   | Römerstrasse 17 697763 / 261865                                                               |                                                              |
| ja   | Datei hochladen · Wikidata zu Ensemble Villa Bühlhalde (Q123237869)                                           | Villa Bühlhalde mit Nebenbauten und Gartenanlage KGS-Nr.: 07129                                                     | B    | G   | Leesteig 3–3.2 698106 / 262210                                                                |                                                              |
| ja   | Datei hochladen · Wikidata zu Altersheim Neumarkt (Q29933272)                                                 | Altersheim Neumarkt (ehemals Unteres Spital) KGS-Nr.: 07777                                                         | B    | G   | Spitalgasse 6–8 / Neumarkt 8 697056 / 261692                                                  |                                                              |
| ja   | Datei hochladen · Wikidata zu Altes Stadthaus (Q29933273)                                                     | Altes Stadthaus KGS-Nr.: 07778                                                                                      | B    | G   | Marktgasse 53 697084 / 261751                                                                 |                                                              |
| ja   | Datei hochladen · Wikidata zu Altstadt-Schulhaus (Q29933275)                                                  | Altstadt-Schulhaus KGS-Nr.: 07779                                                                                   | B    | G   | Lindstrasse 1 697330 / 261923                                                                 |                                                              |
| ja   | Datei hochladen · Wikidata zu Wohnsiedlung «Brauerquartier» (Q29933276)                                       | Wohnsiedlung «Brauerquartier» KGS-Nr.: 07780                                                                        | B    | G   | Brauerstrasse 30–38 Hopfenstrasse 1–5 Malzstrasse 1–9 Rychenbergstrasse 38–56 697126 / 262758 |                                                              |
| ja   | Datei hochladen · Wikidata zu Bad- und Waschanstalt Winterthur (Q798617)                                      | Ehemalige Bad- und Waschanstalt KGS-Nr.: 07783                                                                      | B    | G   | Badgasse 6 697471 / 261727                                                                    |                                                              |
| ja   | Datei hochladen · Wikidata zu Ehemaliges Geschäftshaus Volkart (SUVA) (Q29933281)                             | Ehemaliges Geschäftshaus Volkart KGS-Nr.: 07784                                                                     | B    | G   | Turnerstrasse 1 696941 / 261863                                                               |                                                              |
| ja   | Datei hochladen · Wikidata zu Sulzer-Hochhaus (Q2365112)                                                      | Sulzer-Hochhaus, ehemaliges Verwaltungsgebäude der Gebrüder Sulzer AG mit Platzgestaltung KGS-Nr.: 07785            | B    | G   | Neuwiesenstrasse 15 696418 / 261785                                                           |                                                              |
| ja   | Datei hochladen · Wikidata zu Fortuna-Brunnen (Q29933284)                                                     | Fortunabrunnen KGS-Nr.: 07788                                                                                       | B    | K   | Obertorgasse 697460 / 261835                                                                  |                                                              |
| ja   | Datei hochladen · Wikidata zu Gewerbemuseum Winterthur (Q1520451)                                             | Gewerbemuseum, ehemaliges Mädchenschulhaus mit Waschhaus KGS-Nr.: 07791                                             | B    | G   | Obere Kirchgasse 14 697263 / 261727                                                           |                                                              |
| ja   | Datei hochladen · Wikidata zu Haus zum Hinteren Waldhorn (Sgraffiti 1493) (Q29933288)                         | Haus zum Hinteren Waldhorn mit mittelalterlichen Wandmalereien KGS-Nr.: 07792                                       | B    | G   | Technikumstrasse 26 697267 / 261607                                                           |                                                              |
| ja   | Datei hochladen · Wikidata zu Haus zur Geduld (Q26125083)                                                     | Haus zur Geduld KGS-Nr.: 07795                                                                                      | B    | G   | Marktgasse 22 / Stadthausstrasse 59 697281 / 261814                                           |                                                              |
| ja   | Datei hochladen · Wikidata zu Haus zur Pflanzschule (Q29933290)                                               | Reformiertes Pfarrhaus, Haus zur Pflanzschule mit Brunnen KGS-Nr.: 07796                                            | B    | G   | St. Georgen-Strasse 5 698032 / 261991                                                         |                                                              |
| ja   | Datei hochladen · Wikidata zu Haus zur Platane (mit Wandmalerei) (Q29933291)                                  | Haus zur Platane (mit Wandmalerei) KGS-Nr.: 07797                                                                   | B    | G   | Tösstalstrasse 19 697525 / 261610                                                             |                                                              |
| ja   | Datei hochladen · Wikidata zu Haus zur Sonne (Q24206971)                                                      | Haus zur Sonne KGS-Nr.: 07798                                                                                       | B    | G   | Marktgasse 13–15 697287 / 261790                                                              |                                                              |
| ja   | Datei hochladen · Wikidata zu Jonas Furrer-Denkmal (Q29933292)                                                | Jonas-Furrer-Denkmal KGS-Nr.: 07799                                                                                 | B    | K   | Merkurstrasse / Theaterstrasse 697028 / 261999                                                |                                                              |
| ja   | Datei hochladen · Wikidata zu Justitia-Brunnen (Q29933296)                                                    | Justitiabrunnen KGS-Nr.: 07800                                                                                      | B    | K   | Marktgasse 697147 / 261775                                                                    |                                                              |
| ja   | Datei hochladen · Wikidata zu St. Peter und Paul (Winterthur-Neuwiesen) (Q15848679)                           | Katholische Kirche St. Peter und Paul KGS-Nr.: 07801                                                                | B    | G   | Wartstrasse 29a 696527 / 261954                                                               |                                                              |
| ja   | Datei hochladen · Wikidata zu Kantonsschulen Rychenberg und Im Lee (Q107929887)                               | Kantonsschulen Im Lee und Rychenberg KGS-Nr.: 07802                                                                 | B    | G   | Rychenbergstrasse 110–140 698007 / 262318                                                     |                                                              |
| ja   | Datei hochladen · Wikidata zu Salzhaus (Q1687822)                                                             | Güterschuppen, alter Bahnho KGS-Nr.: 07803                                                                          | B    | G   | Untere Vogelsangstrasse 8–12 696722 / 261540                                                  |                                                              |
| ja   | Datei hochladen · Wikidata zu Lindengut mit Gärtnerhaus und Kutscherhaus (Q29933300)                          | Lindengut mit Gärtnerhaus und Kutscherhaus KGS-Nr.: 07804                                                           | B    | G   | Römerstrasse 6–8 / Adlerstrasse 15 697674 / 261850                                            |                                                              |
| ja   | Datei hochladen · Wikidata zu Lörlibad (Q29933301)                                                            | Lörlibad KGS-Nr.: 07805                                                                                             | B    | G   | Badgasse 8 697435 / 261750                                                                    |                                                              |
| ja   | Datei hochladen · Wikidata zu Mehrzweckanlage Teuchelweiher (ehemalige Kaserne II) mit Reithallen (Q29933302) | Mehrzweckanlage Teuchelweiher (ehemalige Kaserne II) mit Reithallen und Nebenbauten KGS-Nr.: 07806                  | B    | G   | Zeughausstrasse 65–69 697488 / 261295                                                         |                                                              |
| ja   | Datei hochladen · Wikidata zu Villa Rychenberg (Q29933304)                                                    | Villa Rychenberg, Gartenanlage und Nebengebäude KGS-Nr.: 07807                                                      | B    | G   | Rychenbergstrasse 94–100 697607 / 262509                                                      | Heute vom Konservatorium Winterthur als Musikschule genutzt. |
| ja   | Datei hochladen · Wikidata zu Hauptpost (Q29933305)                                                           | Postgebäude KGS-Nr.: 07809                                                                                          | B    | G   | Bahnhofplatz 8 696887 / 261835                                                                |                                                              |
| ja   | Datei hochladen · Wikidata zu Reformiertes Kirchgemeindehaus (Q29933307)                                      | Reformiertes Kirchgemeindehaus KGS-Nr.: 07810                                                                       | B    | G   | Liebestrasse 3 697265 / 262064                                                                |                                                              |
| ja   | Datei hochladen · Wikidata zu Rychenbergtrotte mit Trottbaum (Q29933309)                                      | Rychenbergtrotte mit Trottbaum KGS-Nr.: 07811                                                                       | B    | G   | Rychenbergstrasse 135 698022 / 262361                                                         |                                                              |
| ja   | Datei hochladen · Wikidata zu Schulhaus St. Georgen (Q29933310)                                               | Schulhaus St. Georgen KGS-Nr.: 07812                                                                                | B    | G   | St. Georgen-Strasse 88 697031 / 262129                                                        |                                                              |
| ja   | Datei hochladen · Wikidata zu Königshof (Q29933298)                                                           | Königshof KGS-Nr.: 07816                                                                                            | B    | G   | Neumarkt 4 697052 / 261641                                                                    |                                                              |
| ja   | Datei hochladen · Wikidata zu Technikum, Altbau (Q29933461)                                                   | Technikum, Altbau KGS-Nr.: 07818                                                                                    | B    | G   | Technikumstrasse 9 / Zeughausstrasse 77 697254 / 261523                                       |                                                              |
| ja   | Datei hochladen · Wikidata zu Verwaltungsgebäude Gebrüder Volkart (1928) (Q29933472)                          | Verwaltungsgebäude Gebrüder Volkart KGS-Nr.: 07825                                                                  | B    | G   | St. Georgen-Platz 2 697004 / 262070                                                           |                                                              |
| ja   | Datei hochladen · Wikidata zu Villa Bühl mit Garten (Q29933474)                                               | Villa Bühl mit Garten KGS-Nr.: 07826                                                                                | B    | G   | Bühlrainstrasse 16 697137 / 261329                                                            |                                                              |
| ja   | Datei hochladen · Wikidata zu Villa Bühler-Koller (Trolleck) (Q29933475)                                      | Villa Bühler-Koller (Trolleck) mit Garten und Brunnen KGS-Nr.: 07827                                                | B    | G   | Trollstrasse 33 697441 / 262255                                                               |                                                              |
| ja   | Datei hochladen · Wikidata zu Villa Frohberg (Q29933476)                                                      | Villa Frohberg mit Gartenanlage KGS-Nr.: 07828                                                                      | B    | G   | Heiligbergstrasse 50 696705 / 261304                                                          |                                                              |
| BW   | Datei hochladen · Wikidata zu Villa Georg Reinhart mit Nebenbauten, Garten und Solarium (Q29933479)           | Villa Georg Reinhart mit Nebenbauten, Garten und Solarium KGS-Nr.: 07829                                            | B    | G   | Eichwaldstrasse 1–3 698056 / 262796                                                           |                                                              |
| BW   | Datei hochladen · Wikidata zu Villa H. Reinhart (Q29933480)                                                   | Villa H. Reinhart KGS-Nr.: 07830                                                                                    | B    | G   | Römerstrasse 29 697940 / 261946                                                               |                                                              |
| ja   | Datei hochladen · Wikidata zu Villa Jung («Jungheim») (Q29933481)                                             | Villa Jung KGS-Nr.: 07831                                                                                           | B    | G   | Römerstrasse 36 698071 / 261920                                                               |                                                              |
| ja   | Datei hochladen · Wikidata zu Villa Ninck (Q29933484)                                                         | Villa Ninck KGS-Nr.: 07832                                                                                          | B    | G   | Neuwiesenstrasse 11 696380 / 261718                                                           |                                                              |
| ja   | Datei hochladen · Wikidata zu Villa Sonnenberg mit Garten (Q29933486)                                         | Villa Sonnenberg mit Garten KGS-Nr.: 07833                                                                          | B    | G   | Hochwachtstrasse 20 696972 / 261232                                                           |                                                              |
| ja   | Datei hochladen · Wikidata zu Villa Sulzberg (Q29933487)                                                      | Villa Sulzberg KGS-Nr.: 07834                                                                                       | B    | G   | Museumstrasse 56 697232 / 262009                                                              |                                                              |
| ja   | Datei hochladen · Wikidata zu Ensemble Villa Bühlstein (Q123237851)                                           | Villa Bühlstein mit Nebenbauten und Gartenanlage KGS-Nr.: 07835                                                     | B    | G   | Leimeneggstrasse 64 698163 / 262101                                                           |                                                              |
| ja   | Datei hochladen · Wikidata zu Museum im Lindengut (Q1954464)                                                  | Museum im Lindengut KGS-Nr.: 11619                                                                                  | B    | S   | Römerstrasse 8 697668 / 261849                                                                |                                                              |
| ja   | Datei hochladen · Wikidata zu Burgstelle Gamser (Q29933279)                                                   | Burgstelle Gamser KGS-Nr.: 12724                                                                                    | B    | F   | Auenstrasse 697521 / 257580                                                                   |                                                              |
| ja   | Datei hochladen · Wikidata zu Schulanlage Heiligberg (Q123237824)                                             | Schulanlage Heiligberg KGS-Nr.: 16628                                                                               | B    | G   | Hochwachtstrasse 9 696961 / 261354                                                            |                                                              |
| ja   | Datei hochladen · Wikidata zu Ensemble Schanzengarten (Q123237867)                                            | Landhaus Schanzengarten mit Gartenanlage KGS-Nr.: 16629                                                             | B    | G   | Büelrainstrasse 13–15 697185 / 261382                                                         |                                                              |
| BW   | Datei hochladen                                                                                               | Rechteck- und Kreissegmentremise, Drehscheibe KGS-Nr.: 16630                                                        | B    | G   | Zur Kesselschmiede 9 696483 / 261370                                                          |                                                              |
| ja   | Datei hochladen · Wikidata zu Siedlung Leimenegg (Q123237834)                                                 | Siedlung Leimenegg KGS-Nr.: 16632                                                                                   | B    | G   | Leimeneggstrasse 27–45 698246 / 262039                                                        |                                                              |
| ja   | Datei hochladen · Wikidata zu Gewerbemuseum Winterthur (Q1520451)                                             | Sammlung des Gewerbemuseums Winterthur KGS-Nr.: 17082                                                               | B    | G   | Kirchplatz 14 697255 / 261733                                                                 |                                                              |

## Übrige Baudenkmäler
Legende: Im Wesentlichen siehe Legende der Liste der Kulturgüter von nationaler und regionaler Bedeutung, mit folgenden Ausnahmen:
- Anstelle der KGS-Nummer wird als Objekt-Identifikator (ID) die Inventarnummer im Verzeichnis der Objekte von überkommunaler Bedeutung des kantonalen Denkmalschutzamtes verwendet.
- Bei den Kategorien wird wie folgt unterschieden: B kant. = Objekt von kantonaler Bedeutung (Kanton Zürich); B reg. = Objekt von regionaler Bedeutung (Kanton Zürich).